# Chrysler Norseman
La Chrysler Norseman è una concept car commissionata nel 1954 dalla casa automobilistica statunitense Chrysler e completata nel 1956 dalla carrozzeria italiana Ghia.
L'unico prototipo non fu mai svelato al pubblico poiché andò perso nel tragico naufragio del transatlantico Andrea Doria durante il viaggio di spedizione negli Stati Uniti, e la vettura non fu mai prodotta in serie.

## Sviluppo

### Genesi del progetto
La Norseman fu una concept car voluta dalla Chrysler per essere esposta al salone dell'automobile di Detroit nel gennaio 1957.
Il progetto del prototipo venne sviluppato nell'ottobre 1954 dallo stilista statunitense Virgil Exner, membro dell'Advanced Styling Group Chrysler, presso il Centro Stile Ghia di Torino, basandosi sulla Lincoln Futura. 
Nel gruppo di lavoro della carrozzeria Ghia vi fu il disegnatore capo dell'ufficio tecnico Sergio Coggiola, che nel 1966 fondò l'omonima azienda e a cui si deve la risoluzione del problema di realizzare un tetto senza piantoni e montanti, stessa criticità da lui affrontata per la realizzazione della Ferrari 212 Inter "Uovo", costruita per il pilota Giannino Marzotto in occasione della Mille Miglia del 1951.

### La realizzazione
Dopo la realizzazione di un modello in scala 1:4, il progetto venne approvato e la concept car venne assemblata nei quindici mesi successivi, raggiungendo un costo complessivo quasi 50 milioni di lire dell'epoca, equivalenti a circa 725.000 euro del 2014. Una volta completata, la vettura venne inviata verso gli Stati Uniti imbarcandola il 17 luglio 1956 al porto di Genova sul transatlantico Andrea Doria, diretto a New York; la sua presentazione sarebbe stata una delle più importanti novità del mondo automobilistico nel 1957.

### La mancata consegna
Nella serata del 25 luglio 1956 l'Andrea Doria venne speronato accidentalmente dalla nave svedese Stockholm al largo dell'isola di Nantucket e naufragò tragicamente, causando 52 vittime; con la nave affondò anche la cassa con il prototipo. Il giorno stesso dell'affondamento la Chrysler emanò un comunicato ufficiale per annunciare la perdita della concept car, che comunque non venne ricostruita, pertanto la Chrysler Norseman non fu mai né svelata al pubblico né prodotta in serie.
Cinque anni dopo, nel 1961, la Ghia riprese la linea e molte delle soluzioni tecniche della Norseman per la realizzazione delle concept car Dodge Flite-Wing e Dodge Turbo-Flite.
Nonostante i numerosi tentativi di riportare in superficie i tesori affondati con l'Andrea Doria, l'auto non è mai stata recuperata dalla stiva del relitto.

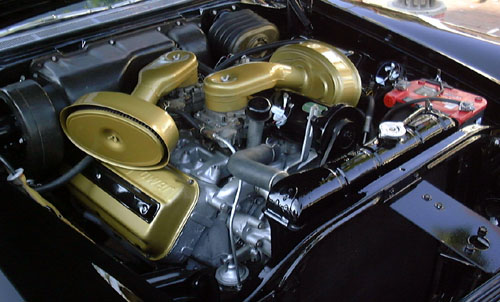
Un motore Hemi di una Chrysler 300C simile a quello montato sulla Chrysler Norseman

## Tecnica
La Chrysler Norseman presentava molte soluzioni tecniche decisamente innovative per l'epoca, tra cui una carrozzeria completamente in alluminio, un sottoscocca interamente carenato per aumentare l'aerodinamicità, un tetto senza piantoni e montanti che impiegava il sistema Vistotal, consentendo di avere un abitacolo completamente illuminato a giorno, e un lunotto posteriore apribile a scomparsa in un'intercapedine all'interno del tetto.
L'automobile era verniciata in due tonalità di azzurro metallizzato e i sedili erano parzialmente rivestiti in pelle con inserti nei pannelli in lega di alluminio anodizzato.
Il motore era un V8 Hemi da 5,4 litri di cilindrata e 235 CV di potenza, analogo a quello montato sulla Chrysler 300C nel 1957.
Presentava inoltre diverse caratteristiche interne anch'esse estremamente moderni per l'epoca, tra cui spiccavano i sedili a regolazione elettrica, i fari a scomparsa automatici, il lunotto apribile a scomparsa, il tappo della benzina che fuoriusciva a comando, il cambio automatico PowerFlite con comandi al volante in uso in tutte le Imperial, l'illuminazione interna a luce diffusa e l'autoradio integrata nel tunnel centrale del cruscotto.

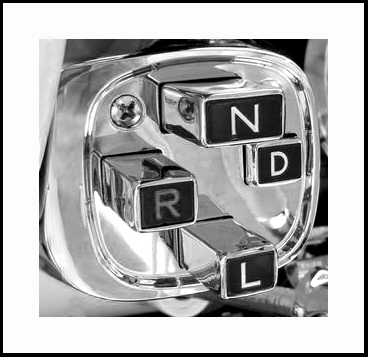
Il cambio automatico PowerFlite con comandi al volante delle Imperial in uso anche nella Norseman.